# Richard Norton (Schauspieler)

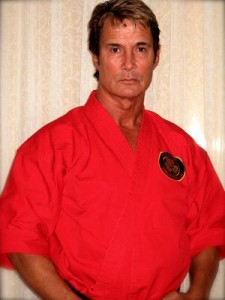
Richard Norton, 2014

Richard Norton (* 6. Januar 1950; † vor oder am 29. März 2025 in Melbourne) war ein australischer Schauspieler, Stuntman und Filmproduzent.

## Leben
Norton trat seit Beginn der 1980er Jahre als Stuntman und als Schauspieler in Erscheinung. Er spielte unter anderem in den Filmen Powerman 2, City Hunter und Mr. Nice Guy mit. In diesen Filmen spielte er ausschließlich Verbrecher, in den zwei letzteren sogar die Oberschurken. Sein Schaffen umfasst mehr als 50 Produktionen.
Mit Cynthia Rothrock war er 2010 in der arte-Reihe Durch die Nacht mit … (Folge 77) zu sehen.

## Filmografie (Auswahl)

### Als Schauspieler
- 1980: Octagon (The Octagon)
- 1981: Force: Five
- 1982: Kalte Wut (Forced Vengeance)
- 1985: Asia Mission (Gymkata)
- 1985: Jackie Chan – Powerman II (Xia ri fu xing)
- 1986: Defender 2000 (Equalizer 2000)
- 1986: Magic Crystal (Mo fei cui)
- 1986: Shanghai Police – Die wüsteste Truppe der Welt (Foo gwai lit che)
- 1987: Return of the Kickfighter
- 1987: The Fighter
- 1987: Fight to Win
- 1988: License to Kill
- 1988: Hawkeye
- 1988: Jungle Heat
- 1988: Not Another Mistake
- 1989: Karate Champ – Das Schwert des Todes (The Sword of Bushido)
- 1989: Die Jugger – Kampf der Besten
- 1990: Blood Street
- 1990: China O’Brien
- 1991: China O’Brien 2 (China O’Brien II)
- 1992: Ironheart
- 1992: Kung Fu – Im Zeichen des Drachen (Kung Fu: The Legend Continues)
- 1992: Rage and Honor
- 1992: Good Vibrations (TV Mini-Serie)
- 1992: Rescue Man – Einzelkämpfer ohne Gnade (Raiders of the Sun)
- 1992: Lady Dragon
- 1993: City Hunter (Sing si lip yan)
- 1993: Rage and Honor II
- 1993–2001: Walker, Texas Ranger (8 Folgen)
- 1994: Direct Hit – Im Todeskreis der Angst (Direct Hit)
- 1994: CyberTracker
- 1994: Deathfight
- 1995: Tough and Deadly
- 1995: Ironfist (Under the Gun)
- 1995: The Ultimate Warrior
- 1996: For Life or Death
- 1996: Fugitive X: Innocent Target
- 1997: Mr. Nice Guy – Erst kämpfen, dann fragen (Yat goh hiu yan)
- 1997: Executive Command – In einsamer Mission (Strategic Command)
- 1997: Soul of the Avenger
- 1998: Black Thunder – Die Welt am Abgrund (Black Thunder)
- 1998: Tex Murphy: Overseer (als Big Jim Slade)
- 2000: Operation Nautilus (Nautilus)
- 2001: The Rage Within
- 2001: Amazons and Gladiators
- 2002: Redemption
- 2003: Dream Warrior
- 2003: Mind Games
- 2006: Road House 2: Last Call
- 2008: Under a Red Moon
- 2009: Dead in Love
- 2013: Spartacus (1 Folge)
- 2014: Tex Murphy: Tesla Effect (als Big Jim Slade)
- 2015: Mad Max: Fury Road
- 2024: Furiosa: A Mad Max Saga

### Als Stuntman/Stuntkoordinator
- 1980: Octagon (The Octagon)
- 1981: Der Gigant (An Eye for an Eye)
- 1982: Kalte Wut (Forced Vengeance)
- 1985: Asia Mission (Gymkata)
- 1985: American Fighter (American Ninja)
- 1989: Die Jugger – Kampf der Besten (The Blood of Heroes)
- 1995: Tough and Deadly
- 2001: Amazons and Gladiators
- 2003: Dream Warrior
- 2003: Der Feind in meinem Mann (Devil's Pond)
- 2005: Stealth – Unter dem Radar (Stealth)
- 2005: Nomad
- 2005: Blood Makes Noise
- 2006: The Virgin of Juarez
- 2006: Naresuan (King Naresuan)
- 2007: Die Todeskandidaten (The Condemned)
- 2007: The Legend of Naresuan: Declaration in Independence

### Als Produzent
- 1992: Honor & Glory (Zong heng tian xia)
- 1992: Rage and Honor
- 1993: Rage and Honor II
- 1995: Ironfist (Under the Gun)